# 湖氓翼龍屬
湖氓翼龍（學名：Lacusovagus）意為「湖泊迷失者」，是翼龍目翼手龍亞目神龍翼龍超科的一屬，生存於白堊紀早期的巴西。
正模標本（編號SMNK PAL4325）是一個眼睛前段的頭骨。這個標本發現於巴西克拉圖組（Crato Formation）的Nova Olinda段，年代為白堊紀早期（可能為阿普第階）。這個部份頭骨的形狀扁長，鼻孔與眶前孔（Antorbital fenestra）連接，吻突無齒，沒有骨質頭冠。湖氓翼龍的模式種是巨型湖氓翼龍（L. magnificens），是在2008年由Mark Witton命名、敘述，湖氓翼龍是克拉圖組發現的最大型翼龍類。

## 外部連結
- Informal discussion of Lacusovagus by its describer （页面存档备份，存于）